# مارسیکوه‌تره
مارسیکوه‌تره (به ایتالیایی: Marsicovetere) یک کومونه در ایتالیا است که در استان پوتنزا واقع شده‌است. مارسیکوه‌تره ۳۷٫۸۲ کیلومتر مربع مساحت و ۵٬۲۵۳ نفر جمعیت دارد و ۱٬۰۳۷ متر بالاتر از سطح دریا واقع شده‌است.